# La Favière
La Favière là một xã trong vùng hành chính Franche-Comté, thuộc tỉnh Jura, quận Lons-le-Saunier, tổng Nozeroy. Tọa độ địa lý của xã là 46° 45' vĩ độ bắc, 06° 01' kinh độ đông. La Favière nằm trên độ cao trung bình là 814 mét trên mực nước biển, có điểm thấp nhất là 725 mét và điểm cao nhất là 885 mét. Xã có diện tích 2.78 km², dân số vào thời điểm 1999 là 29 người; mật độ dân số là 10 người/km².

## Thông tin nhân khẩu
| 1962 | 1968 | 1975 | 1982 | 1990 | 1999 |
| ---- | ---- | ---- | ---- | ---- | ---- |
| 31   | 45   | 54   | 46   | 30   | 29   |